# Герб Білгорода-Дністровського
Герб Бі́лгорода-Дністро́вського — один з офіційних символів міста Білгород-Дністровський Одеської області. Затверджений 3 жовтня 1996 року рішенням сесії №27Білгород-Дністровської міської ради.
Авторами герба є Ю. Савчук та Г. Мельник.

## Опис
Герб складено на щиті іспанської форми.
"На червоному полi з зеленим підніжжям золота виноградна лоза з трьома гронами винограду."
Щит обрамлено декоративним картушем і увінчано срібною мурованою короною.

Реконструкція герба 1826 року

Герб є переспівом першого герба міста від 1826 року.

## Символізм
- Виноградна лоза — історичний символ міста, що уособлює багатство регіону виноградом.
- Червоний колір символізує мужність, силу, сміливість та великодушність.
- Золотий колір втілює щедрість та багатство.

## Історія
Першими символами міста є зображення на давньогрецьких міських монетах. Найбільш ранні з них відносяться до середини та другої половини IV століття до н. е. Серед зображень лицьових сторін монет переважають голови богині родючості Деметри чи бога річки Тираса (Дністер). На оборотних сторонах були різні зображення, у тому числі гроно винограду на лозі.

### Перший герб

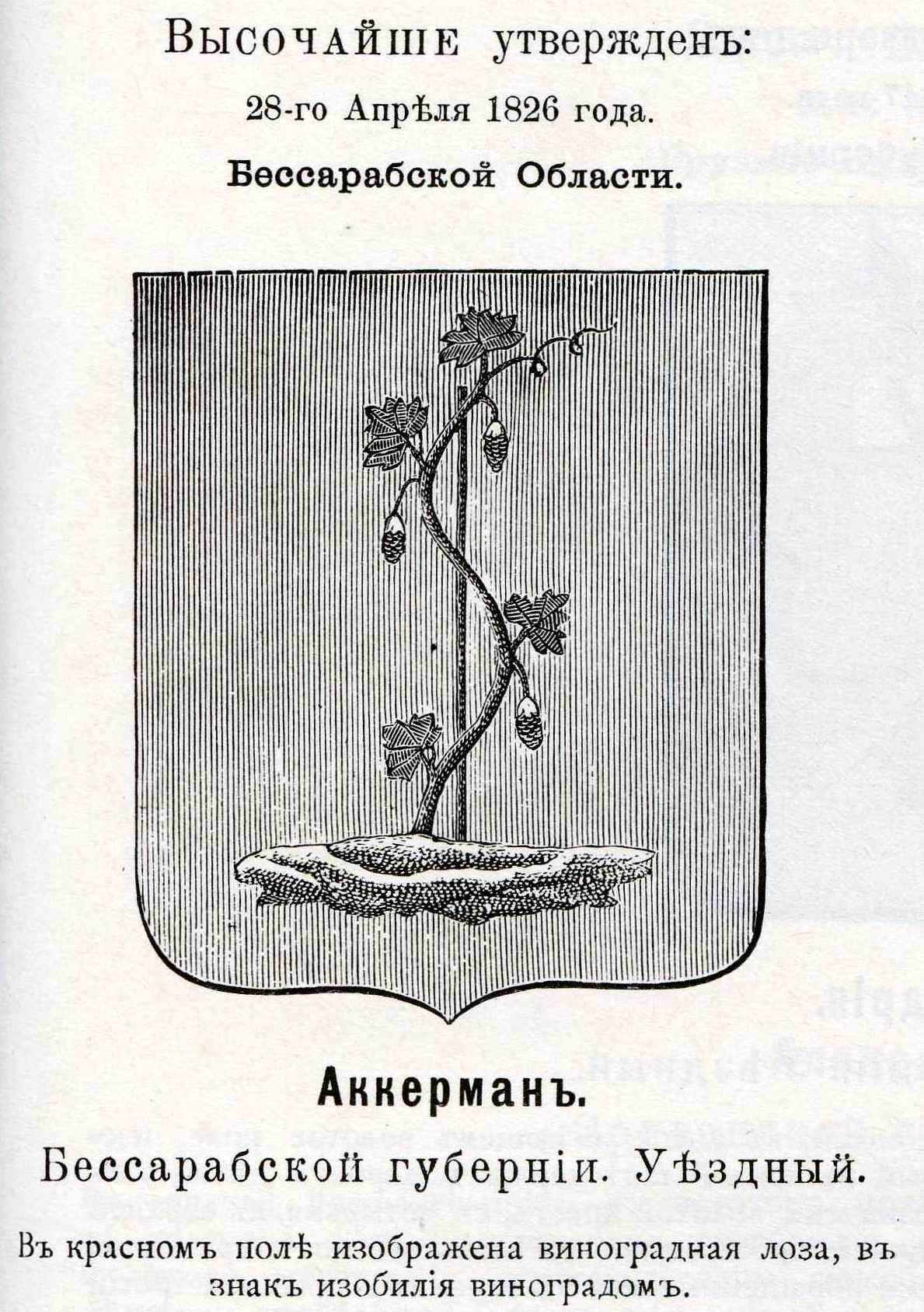
Затвердження герба 1826 року

Перший герб Аккерманського повіту Бессарабської області було затверджено 2 квітня 1826 року. Герб мав вигляд червоного щита французької форми, по середині якого було розміщене зображення виноградної лози, що уособлювала багатство краю виноградом.
Деякі геральдисти припускають, що герб натхнений малюнком з книги "Символи та емблемата" від 1705 року. Девіз під малюнком: "Після сліз з'являються плоди".

### Проєкт Кене

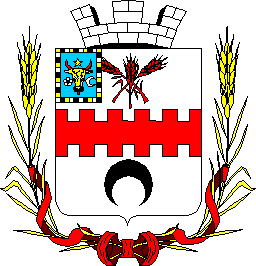
Проєкт Кене

1872 року герольдмейстером Бернгардом Кене було розроблено проєкт нового герба Аккермана, який, однак, ніколи не було затверджено. 
"Срібний щит перетятий червоним зубчастим поясом; у горішній половині - три червоні колоски, покладені навхрест; у долішній - чорний півмісяць, обернений рогами донизу. У вільній частині - герб Бесарабської губернії. Щит увінчаний срібною міською короною з трьома вежками і обрамований двома золотими колосками, з'єднаними Олександрівською стрічкою."

### Румунський герб

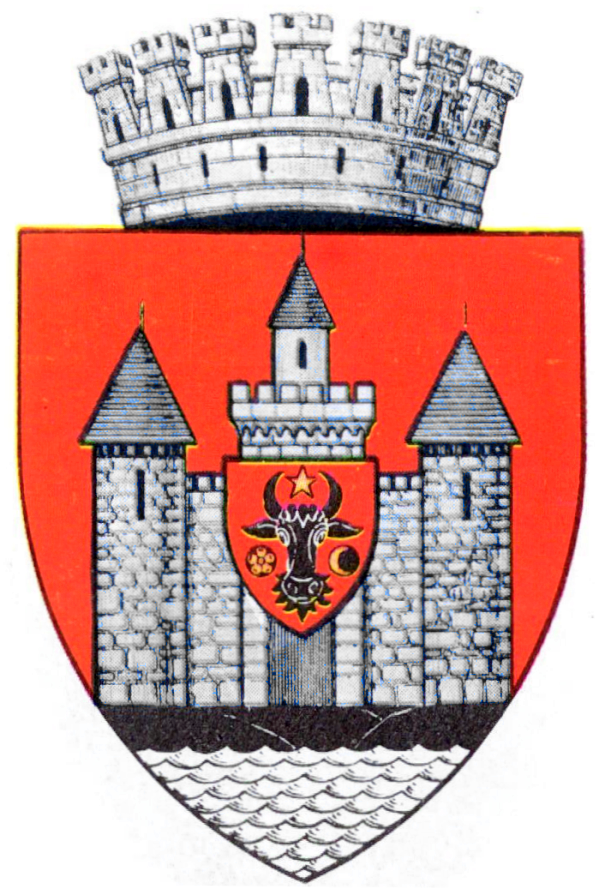
Румунський герб

Під час перебування міста під юрисдикцією Румунського королівства Міністерством внутрішніх справ Румунії було розроблено проєкт нового герба. Герб для Четатя-Албе розроблений художником Юрієм Ончулом та затверджений 2 серпня 1930 року:
"В червоному полі - срібна середньовічна фортеця з трьома круглими баштами і гостроверхими дахами, середня башта - найвища і з зубцями, зачиненими вікнами і ворітьми, розташована на чорній терасі, що виходить зі срібного моря. Над ворітьми - червоний щит з гербом Молдови."
Герб символізував старовинну молдовську прикордонну фортецю, розташовану на Дністровському лимані. Щит увінчаний срібною міською короною з сімома вежками.

### Радянський герб

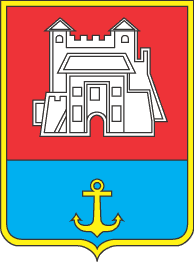
Радянський герб

Герб радянського періоду Білгорода-Дністровського затвердили 18 січня 1980 року рішенням №51 Білгород-Дністровської міської ради народних депутатів. Автором ескізу герба був В.В. Денисов.
Герб мав вигляд перетятого синьо-червоного щита. У його верхній червоній частині розміщувалося стилізоване срібне зображення фортеці, в нижній синій — золотий якір.